# Rolf L. Nilson
Rolf Lennart Nilson, född 1 juli 1945 i Helsingborg (Maria), är en svensk vänsterpartistisk politiker, som mellan 1988 och 1994 var riksdagsledamot för Fyrstadskretsen.